# Impaled Nazarene
Impaled Nazarene er et finsk blackened death metal-band som indarbejder elementer fra grindcore i deres musik og punk i deres æstetik. Bandet har i øjeblikket kontrakt med franske Osmose Productions.
I 2003 døde guitarist Teemu Raimoranta efter at have faldet – eller sprunget – fra en bro ned på den frosne Tölöviken.

## Medlemmer
- Mika Luttinen, også kendt som Sluti666 og MikaakiM (1990-, vokal)
- Tomi UG Ullgren (2007-, guitar)
- Jarno Anttila (1992-, guitar)
- Mikael Arnkil, også kendt som ArcBasstard (2000-, bas)
- Reima Kellokoski, også kendt som Repe Misanthrope (1995-, trommer)

### Tidligere medlemmer
- Kimmo "Sir" Luttinen – Trommer (1990-1995)
- Ari Holappa – Guitar (1990-1992)
- Harri Halonen – Bas (1991-1992)
- Taneli Jarva – Bas (1992-1996)
- Jani Lehtosaari – Bas (1996-2001)
- Alexi Laiho – Guitar (1998-2000)
- Teemu Raimoranta – Guitar (2001-2002)
- Tuomo "Tuomio" Louhio- Guitar (2003-2007)

## Diskografi
- Shemhamforash (demo, 1991)
- Taog Eht Fo Htao Eht (demo, 1991)
- Goat Perversion (ep, 1991)
- Sadogoat (ep, 1992)
- Tol Cormpt Norz Norz Norz (1993)
- Satanic Masowhore (7", 1993)
- Ugra Karma (1993)
- Suomi Finland Perkele (1994)
- Latex Cult (1996)
- Motörpenis (ep, 1996)
- Rapture (1998)
- Split 7" m/Driller Killer (2000)
- Nihil (2000)
- Decade of Decadence (opsamling, 2000)
- Absence of War Does Not Mean Peace (2001)
- All That You Fear (2003)
- Death Comes In 26 Carefully Selected Pieces (Live, 2005)
- Pro Patria Finlandia (2006)
- Manifest (2007)
- Road to the Octagon (2010)
- Vigorous and Liberating Death (2014)
- Eight Headed Serpent (2021)

## Fodnoter
1. ↑  Garry Sharpe-Young's "Metal: The Definitive Guide", s. 396